# Nkhiphitheni Matombo
Nkhiphitheni Matombo (Thohoyandou, 31 gennaio 1977) è un ex calciatore sudafricano, di ruolo difensore.

## Carriera

### Nazionale
Con la Nazionale sudafricana ha preso parte ai Giochi olimpici del 2000.